# Birkach (Roth)
Birkach ist ein Gemeindeteil der Kreisstadt Roth im Landkreis Roth (Mittelfranken, Bayern). Die Gemarkung Birkach liegt teils auf dem Gemeindegebiet von Roth, teils auf dem Gemeindegebiet von Allersberg. Sie hat eine Fläche von 10,951 km² und ist in 1291 Flurstücke aufgeteilt, die eine durchschnittliche Fläche von 8482,93 m² haben. In ihr liegen neben dem namensgebenden Ort die Gemeindeteile Eichelburg, Fischhof, Hasenbruck, Heubühl, Kronmühle, Polsdorf und Zwiefelhof.

## Geographie
Das Dorf liegt im Nordosten des Fränkischen Seenlandes, direkt am Nordwestufer des Rothsees. Von Roth ist es etwa sieben Kilometer entfernt. Die vergleichsweise wenig bewaldete Gegend nördlich des Rothsees mit den ehemaligen Gemeindeteilen von Birkach wird auch „Seebühl“ genannt. Eine von Heubühl kommende Gemeindeverbindungsstraße führt durch den Ort und überquert in ihrem weiteren Verlauf in Richtung Göggelsbuch den Rothsee.

## Geschichte
Der Ort wurde 1186 erstmals urkundlich erwähnt, als Papst Urban III. bestätigte, dass Birkach zum Domkapitel von Eichstätt gehörte. 1717 wurde eine Kapelle erwähnt, die jedoch später zerstört wurde.
Gegen Ende des 18. Jahrhunderts gab es in Birkach – damals Unterbirkach genannt – 7 Anwesen. Es bildete mit Unterbirkach eine Realgemeinde. Das Hochgericht übte das brandenburg-ansbachische Oberamt Roth aus. Das Niedergericht, die Dorf- und Gemeindeherrschaft und Grundherrschaft standen dem Kastenamt Roth zu. Es gab zu dieser Zeit 9 Untertansfamilien. Von 1797 bis 1808 unterstand der Ort dem Justiz- und Kammeramt Roth.
Im Rahmen des Gemeindeedikts (frühes 19. Jahrhundert) wurde Birkach dem Steuerdistrikt Guggenmühle zugeordnet. Zugleich entstand die Ruralgemeinde Birkach mit den Orten Eichelburg, Fäßleinsberg, Fischhof, Hasenbruck, Heubühl und Zwiefelhof. Nach 1820 kamen Kronmühle und Polsdorf von der Gemeinde Heuberg hinzu. Birkach war in Verwaltung und Gerichtsbarkeit dem Landgericht Hilpoltstein zugeordnet und in der Finanzverwaltung dem Rentamt Hilpoltstein (1919 in Finanzamt Hilpoltstein umbenannt). Ab 1862 gehörte Birkach zum Bezirksamt Neumarkt in der Oberpfalz. Die Gerichtsbarkeit blieb beim Landgericht Hilpoltstein (1879 in Amtsgericht Hilpoltstein umbenannt), seit 1973 ist das Amtsgericht Schwabach zuständig. 1880 wurde Birkach dem neu gebildeten Bezirksamt Hilpoltstein zugeordnet (1939 in Landkreis Hilpoltstein umbenannt). Die Gemeinde hatte 1964 eine Gebietsfläche von 10,181 km². Seit dem 1. Juli 1972 gehört Birkach zum Landkreis Roth und Finanzamt Schwabach. Am 31. Dezember 1974 wurde die Gemeinde im Zuge der Gebietsreform in Bayern aufgelöst: Birkach, Eichelburg, Hasenbruck, Heubühl und Zwiefelhof wurden nach Roth eingemeindet, Fischhof, Kronmühle und Polsdorf nach Allersberg.

### Bodendenkmäler
In der Gemarkung Birkach gibt es vier Bodendenkmäler.

### Einwohnerentwicklung
Gemeinde Birkach
| Jahr      | 1818   | 1836   | 1852   | 1855   | 1861   | 1867   | 1871   | 1875   | 1880   | 1885   | 1890   | 1895   | 1900   | 1905   | 1910   | 1919   | 1925   | 1933   | 1939   | 1946   | 1950   | 1952   | 1961   | 1970   |
| Einwohner | 211    | 340    | 395    | 377    | 373    | 360    | 322    | 342    | 351    | 374    | 348    | 365    | 374    | 372    | 371    | 359    | 364    | 344    | 324    | 410    | 387    | 352    | 359    | 386    |
| Häuser    | 39     | 70     |        |        |        |        | 76     |        |        | 71     | 71     |        | 72     |        |        |        | 74     |        |        |        | 72     |        | 81     |        |
| Quelle    | [ 19 ] | [ 20 ] | [ 21 ] | [ 21 ] | [ 22 ] | [ 23 ] | [ 24 ] | [ 25 ] | [ 26 ] | [ 27 ] | [ 28 ] | [ 29 ] | [ 30 ] | [ 29 ] | [ 31 ] | [ 29 ] | [ 32 ] | [ 29 ] | [ 29 ] | [ 29 ] | [ 33 ] | [ 29 ] | [ 14 ] | [ 34 ] |

Ort Birkach
| Jahr      | 001818 | 001836 | 001861 | 001871 | 001885 | 001900 | 001925 | 001950 | 001961 | 001970 | 001987 | 002014 | 002018 |
| Einwohner | 55     | 59     | *59    | 52     | 56     | 57     | 43     | 53     | 48     | 50     | 60     | 78     | 72     |
| Häuser    | 11     | 11     |        |        | 11     | 11     | 11     | 10     | 10     |        | 17     |        |        |
| Quelle    | [ 19 ] | [ 20 ] | [ 22 ] | [ 24 ] | [ 27 ] | [ 30 ] | [ 32 ] | [ 33 ] | [ 14 ] | [ 34 ] | [ 35 ] |        | [ 1 ]  |

## Religion
Birkach ist römisch-katholisch geprägt und bis heute nach Mariä Himmelfahrt (Allersberg) gepfarrt. Die Einwohner evangelisch-lutherischer Konfession gehören zur Pfarrei Eckersmühlen.